# Lituanie aux Jeux olympiques d'été de 2016
La Lituanie participe aux Jeux olympiques d'été de 2016 à Rio de Janeiro au Brésil du 5 août au 21 août. Il s'agit de sa 9e participation à des Jeux d'été.

## Athlétisme

### Homme

#### Course
| Athlètes           | Compétitions | Série | Série | Demi-Finales | Demi-Finales | Finale          | Finale |
| Athlètes           | Compétitions | Temps | Rang  | Temps        | Rang         | Temps           | Rang   |
| ------------------ | ------------ | ----- | ----- | ------------ | ------------ | --------------- | ------ |
| Remigijus Kancys   | Marathon     | NC    | NC    | NC           | NC           | 2 h 21 min 10 s | 75e    |
| Valdas Dopolskas   | Marathon     | NC    | NC    | NC           | NC           | 2 h 28 min 21 s | 111e   |
| Marius Ziuka       | 20 km marche | NC    | NC    | NC           | NC           | 1 h 22 min 27 s | 26e    |
| Marius Savelskis   | 20 km marche | NC    | NC    | NC           | NC           | 1 h 29 min 26 s | 59e    |
| Tadas Suskevicius  | 50 km marche | NC    | NC    | NC           | NC           | 4 h 04 min 10 s | 33e    |
| Arturas Mastianica | 50 km marche | NC    | NC    | NC           | NC           | DNF             | /      |

#### Concours
| Athlètes        | Compétitions     | Série    | Série | Finale   | Finale |
| --------------- | ---------------- | -------- | ----- | -------- | ------ |
| Athlètes        | Compétitions     | Résultat | Rang  | Résultat | Rang   |
| Andrius Gudžius | Lancer du disque | 65,18m   | 4e    | 60,66m   | 12e    |

### Femme

#### Course
| Athlètes                   | Compétitions | Série         | Série | Demi-Finales | Demi-Finales | Finale          | Finale  |
| Athlètes                   | Compétitions | Temps         | Rang  | Temps        | Rang         | Temps           | Rang    |
| -------------------------- | ------------ | ------------- | ----- | ------------ | ------------ | --------------- | ------- |
| Eglė Balčiūnaitė           | 800 mètres   | 2 min 02 s 98 | 6e    | Éliminé      | Éliminé      | Éliminé         | Éliminé |
| Diana Lobacevske           | Marathon     | NC            | NC    | NC           | NC           | 2 h 30 min 48 s | 17e     |
| Rasa Drazdauskaitė         | Marathon     | NC            | NC    | NC           | NC           | 2 h 35 min 50 s | 37e     |
| Vaida Zusinaite            | Marathon     | NC            | NC    | NC           | NC           | 2 h 35 min 53 s | 38e     |
| Brigita Virbalytė-Dimšienė | 20 km marche | NC            | NC    | NC           | NC           | 1 h 35 min 11 s | 29e     |
| Živilė Vaiciukevičiūtė     | 20 km marche | NC            | NC    | NC           | NC           | 1 h 41 min 28 s | 56e     |
| Neringa Aidietyté          | 20 km marche | NC            | NC    | NC           | NC           | DNF             | /       |

## Aviron
Légende: FA = finale A (médaille) ; FB = finale B (pas de médaille) ; FC = finale C (pas de médaille) ; FD = finale D (pas de médaille) ; FE = finale E (pas de médaille) ; FF = finale F (pas de médaille) ; SA/B = demi-finales A/B ; SC/D = demi-finales C/D ; SE/F = demi-finales E/F ; QF = quarts de finale; R= repêchage

### Hommes
| Athlète                                                                        | Compétition      | Séries        | Séries | Repêchage     | Repêchage | Quarts de finale | Quarts de finale | Demi-finales  | Demi-finales | Finale        | Finale                             |
| Athlète                                                                        | Compétition      | Temps         | Rang   | Temps         | Rang      | Temps            | Rang             | Temps         | Rang         | Temps         | Rang                               |
| ------------------------------------------------------------------------------ | ---------------- | ------------- | ------ | ------------- | --------- | ---------------- | ---------------- | ------------- | ------------ | ------------- | ---------------------------------- |
| Armandas Kelmelis                                                              | Skiff            | 7 min 34 s 59 | 5 R    | 7 min 13 s 36 | 1 QF      | 7 min 04 s 67    | 5 SC/D           | 7 min 20 s 72 | 4 FD         | 7 min 00 s 72 | 19                                 |
| Mindaugas Griškonis Saulius Ritter                                             | Deux de couple   | 6 min 29 s 11 | 1 SA/B | Exempté       | Exempté   | NC               | NC               | 6 min 14 s 61 | 1 FA         | 6 min 51 s 39 | Médaille d'argent, Jeux olympiques |
| Aurimas Adomavičius Martynas Džiaugys Dominykas Jančionis Dovydas Nemeravičius | Quatre de couple | 5 min 58 s 70 | 5 R    | 5 min 55 s 78 | 3 FB      | NC               | NC               | NC            | NC           | 6 min 15 s 16 | 9                                  |

### Femmes
| Athlète                              | Compétition    | Séries        | Séries | Repêchage | Repêchage | Quarts de finale | Quarts de finale | Demi-finales  | Demi-finales | Finale        | Finale                              |
| Athlète                              | Compétition    | Temps         | Rang   | Temps     | Rang      | Temps            | Rang             | Temps         | Rang         | Temps         | Rang                                |
| ------------------------------------ | -------------- | ------------- | ------ | --------- | --------- | ---------------- | ---------------- | ------------- | ------------ | ------------- | ----------------------------------- |
| Lina Šaltytė                         | Skiff          | 8 min 35 s 92 | 3 QF   | Exempté   | Exempté   | 7 min 38 s 39    | 5 SC/D           | 7 min 55 s 57 | 1 FC         | 7 min 30 s 38 | 14                                  |
| Milda Valčiukaitė Donata Vištartaitė | Deux de couple | 7 min 04 s 82 | 1 SA/B | Exempté   | Exempté   | NC               | NC               | 6 min 52 s 46 | 2 FA         | 7 min 43 s 76 | Médaille de bronze, Jeux olympiques |

## Basket-ball

### Tournoi masculin
L'équipe de Lituanie de basket-ball gagne sa place pour les Jeux en atteignant la finale du Championnat d'Europe de basket-ball 2015.

## Cyclisme

### Cyclisme sur route
| Athlète              | Compétition            | Temps           | Rang        |
| -------------------- | ---------------------- | --------------- | ----------- |
| Ramūnas Navardauskas | Course en ligne hommes | 6 h 22 min 23 s | 35e         |
| Ignatas Konovalovas  | Course en ligne hommes | 6 h 41 min 52 s | hors limite |
| Daiva Tušlaitė       | Course en ligne femmes | 3 h 58 min 34 s | 34e         |

### Cyclisme sur piste

#### Vitesse
| Athlète            | Compétition                 | Qualification | Qualification | 1er tour                 | Repêchages 1             | 2e tour                  | Repêchages 2             | Quarts de finale         | Demi-finales             | Finale                   | Finale |
| Athlète            | Compétition                 | Temps Vitesse | Rang          | Adversaire Temps Vitesse | Adversaire Temps Vitesse | Adversaire Temps Vitesse | Adversaire Temps Vitesse | Adversaire Temps Vitesse | Adversaire Temps Vitesse | Adversaire Temps Vitesse | Rang   |
| ------------------ | --------------------------- | ------------- | ------------- | ------------------------ | ------------------------ | ------------------------ | ------------------------ | ------------------------ | ------------------------ | ------------------------ | ------ |
| Simona Krupeckaitė | Vitesse individuelle femmes |               |               |                          |                          |                          |                          |                          |                          |                          |        |

#### Keirin
| Athlète            | Compétition   | 1er tour | Repêchage | 2e tour | Finale |
| Athlète            | Compétition   | Rang     | Rang      | Rang    | Rang   |
| ------------------ | ------------- | -------- | --------- | ------- | ------ |
| Simona Krupeckaitė | Keirin femmes |          |           |         |        |

## Natation
| Athlète            | Épreuve      | Séries        | Séries | Demi-finales | Demi-finales | Finale  | Finale  |
| Athlète            | Épreuve      | Temps         | Rang   | Temps        | Rang         | Temps   | Rang    |
| ------------------ | ------------ | ------------- | ------ | ------------ | ------------ | ------- | ------- |
| Giedrius Titenis   | 100 m brasse | 59 s 90       | 12e Q  | 59 s 80      | 10e          | Éliminé | Éliminé |
| Andrius Šidlauskas | 100 m brasse | 1 min 00 s 59 | 23e    | Éliminé      | Éliminé      | Éliminé | Éliminé |